# در بقایای من
"در بقایای من" (بهانگلیسی: In My Remains) با عنوان کاری بهانگلیسی: "One Forty"یک ترانه از گروه راک آمریکایی لینکین پارک است. این ترانه توسط مایک شینودا و ریک روبین تهیه شده‌است. چستر بنینگتون و مایک شینودا خوانندگان این ترانه هستند.

## ترکیب
ترانه در بقایای من شامل ملودی‌های پیانو و سازهای کوبه‌ای نظامی است.

## نمودار
| نمودار ۲۰۱۲                             | رتبه |
| --------------------------------------- | ---- |
| فرانسه (SNEP)                           | ۱۵۱  |
| آلمان (کنترل رسانه AG)                  | ۸۳   |
| انگلستان - راک(Official Charts Company) | ۱۰   |
| آمریکا (بیلبورد)                        | ۳۳   |